# Amaury de Louvencourt
Amaury de Louvencourt, né en 1951, est un expert en œuvres d'art, qui tenait la galerie de la Cymaise à Paris. Propriétaire du château de Montpoupon depuis 2005, il est notamment à l'origine du musée du veneur de ce château, créé en 1995. Il s'intéresse particulièrement au cheval dans l'art.